# Mistrovství Evropy v basketbalu mužů 1951
7. mistrovství Evropy  v basketbalu proběhlo v dnech 3. – 12. května v Paříži ve Francii.
Turnaje se zúčastnilo 17 týmů, rozdělených dvou pětičlenných, jedné čtyřčlenné a tříčlenné skupiny. První dva týmy postoupily do dvou čtvrtfinálových skupin. Z každé skupiny postoupily dva nejlepší týmy do vyřazovacích bojů o medaile. Týmy na třetím a čtvrtém místě hrály o 5. – 8. místo. Družstva, která skončila v základních skupinách na třetím až pátém místě hrály o 9. – 17. místo. Tým Rumunska před turnajem odstoupil. Mistrem Evropy se stalo družstvo Sovětského svazu.

## Výsledky a tabulky

### Základní skupiny

#### Skupina A
|    |             | ITA   | FRA   | NED   | SUI   | LUC   | V | P | Skóre   | B |
| 1. | Itálie      | ***   | 37:49 | 53:28 | 67:35 | 76:20 | 3 | 1 | 233:132 | 7 |
| 2. | Francie     | 49:37 | ***   | 48:50 | 63:33 | 72:26 | 3 | 1 | 232:146 | 7 |
| 3. | Nizozemsko  | 28:53 | 50:48 | ***   | 48:46 | 46:32 | 3 | 1 | 172:179 | 7 |
| 4. | Švýcarsko   | 35:67 | 33:63 | 46:48 | ***   | 68:36 | 1 | 3 | 182:214 | 5 |
| 5. | Lucembursko | 20:76 | 26:72 | 32:46 | 36:68 | ***   | 0 | 4 | 114:262 | 4 |

| 3. května 1951 20:00 | Zpráva | Švýcarsko                  | 44 – 48 | Nizozemsko |  | Vélodrome d'Hiver Paříž |
| 3. května 1951 20:00 | Zpráva | Skóre po poločasech: 19:29 |         |            |  | Vélodrome d'Hiver Paříž |
| 3. května 1951 20:00 | Zpráva | Winkler 16                 | Body    | Hille 19   |  | Vélodrome d'Hiver Paříž |

| 3. května 1951 21:30 | Zpráva | Francie                    | 47 – 37 | Itálie       |  | Vélodrome d'Hiver Paříž |
| 3. května 1951 21:30 | Zpráva | Skóre po poločasech: 20:16 |         |              |  | Vélodrome d'Hiver Paříž |
| 3. května 1951 21:30 | Zpráva | Devoti 9                   | Body    | Stefanini 16 |  | Vélodrome d'Hiver Paříž |

| 4. května 1951 14:00 | Zpráva | Itálie                     | 53 – 28 | Nizozemsko     |  | Vélodrome d'Hiver Paříž |
| 4. května 1951 14:00 | Zpráva | Skóre po poločasech: 25:16 |         |                |  | Vélodrome d'Hiver Paříž |
| 4. května 1951 14:00 | Zpráva | Cerioni 9                  | Body    | van de Broek 8 |  | Vélodrome d'Hiver Paříž |

| 4. května 1951 15:30 | Zpráva | Francie                    | 72 – 26 | Lucembursko |  | Vélodrome d'Hiver Paříž |
| 4. května 1951 15:30 | Zpráva | Skóre po poločasech: 32:14 |         |             |  | Vélodrome d'Hiver Paříž |
| 4. května 1951 15:30 | Zpráva | Guillin 24                 | Body    | Neumann 6   |  | Vélodrome d'Hiver Paříž |

| 5. května 1951 10:15 | Zpráva | Lucembursko                | 32 – 46 | Nizozemsko |  | Vélodrome d'Hiver Paříž |
| 5. května 1951 10:15 | Zpráva | Skóre po poločasech: 11:21 |         |            |  | Vélodrome d'Hiver Paříž |
| 5. května 1951 10:15 | Zpráva | Konsbruck 8                | Body    | Hille 19   |  | Vélodrome d'Hiver Paříž |

| 5. května 1951 20:00 | Zpráva | Itálie                     | 67 – 35 | Švýcarsko  |  | Vélodrome d'Hiver Paříž |
| 5. května 1951 20:00 | Zpráva | Skóre po poločasech: 34:19 |         |            |  | Vélodrome d'Hiver Paříž |
| 5. května 1951 20:00 | Zpráva | Stefanini 9                | Body    | Winkler 11 |  | Vélodrome d'Hiver Paříž |

| 6. května 1951 16:30 | Zpráva | Nizozemsko                 | 50 – 48 | Francie     |  | Vélodrome d'Hiver Paříž |
| 6. května 1951 16:30 | Zpráva | Skóre po poločasech: 19:24 |         |             |  | Vélodrome d'Hiver Paříž |
| 6. května 1951 16:30 | Zpráva | van de Broek 17            | Body    | Quiblier 16 |  | Vélodrome d'Hiver Paříž |

| 6. května 1951 20:00 | Zpráva | Lucembursko                | 36 – 68 | Švýcarsko  |  | Vélodrome d'Hiver Paříž |
| 6. května 1951 20:00 | Zpráva | Skóre po poločasech: 18:31 |         |            |  | Vélodrome d'Hiver Paříž |
| 6. května 1951 20:00 | Zpráva | Konsbruck 14               | Body    | Baumann 20 |  | Vélodrome d'Hiver Paříž |

| 7. května 1951 10:30 | Zpráva | Lucembursko               | 20 – 76 | Itálie    |  | Vélodrome d'Hiver Paříž |
| 7. května 1951 10:30 | Zpráva | Skóre po poločasech: 9:36 |         |           |  | Vélodrome d'Hiver Paříž |
| 7. května 1951 10:30 | Zpráva | Steffen 8                 | Body    | Rubini 12 |  | Vélodrome d'Hiver Paříž |

| 7. května 1951 21:30 | Zpráva | Francie                    | 63 – 33 | Švýcarsko  |  | Vélodrome d'Hiver Paříž |
| 7. května 1951 21:30 | Zpráva | Skóre po poločasech: 29:14 |         |            |  | Vélodrome d'Hiver Paříž |
| 7. května 1951 21:30 | Zpráva | Dessemme 19                | Body    | Winkler 12 |  | Vélodrome d'Hiver Paříž |

#### Skupina B
|    |          | URS    | TUR   | FIN   | AUT   | DEN    | V | P | Skóre   | B |
| 1. | SSSR     | ***    | 58:34 | 74:36 | 71:34 | 109:13 | 4 | 0 | 312:117 | 8 |
| 2. | Turecko  | 34:58  | ***   | 60:42 | 50:18 | 73:36  | 3 | 1 | 217:154 | 7 |
| 3. | Finsko   | 36:74  | 42:60 | ***   | 53:27 | 44:19  | 2 | 2 | 175:180 | 6 |
| 4. | Rakousko | 34:71  | 18:50 | 27:53 | ***   | 33:26  | 1 | 3 | 112:200 | 5 |
| 5. | Dánsko   | 13:109 | 36:73 | 19:44 | 26:33 | ***    | 0 | 4 | 94:259  | 4 |

| 3. května 1951 16:30 | Zpráva | Dánsko                    | 13 – 109 | SSSR        |  | Vélodrome d'Hiver Paříž |
| 3. května 1951 16:30 | Zpráva | Skóre po poločasech: 6:45 |          |             |  | Vélodrome d'Hiver Paříž |
| 3. května 1951 16:30 | Zpráva | Lundberg 6                | Body     | Butautas 20 |  | Vélodrome d'Hiver Paříž |

| 3. května 1951 15:00 | Zpráva | Rakousko                  | 27 – 53 | Finsko      |  | Vélodrome d'Hiver Paříž |
| 3. května 1951 15:00 | Zpráva | Skóre po poločasech: 8:25 |         |             |  | Vélodrome d'Hiver Paříž |
| 3. května 1951 15:00 | Zpráva | Polansky 9                | Body    | Lindholm 10 |  | Vélodrome d'Hiver Paříž |

| 4. května 1951 9:00 | Zpráva | Rakousko                  | 18 – 50 | Turecko     |  | Vélodrome d'Hiver Paříž |
| 4. května 1951 9:00 | Zpráva | Skóre po poločasech: 7:32 |         |             |  | Vélodrome d'Hiver Paříž |
| 4. května 1951 9:00 | Zpráva | Pollak 3                  | Body    | Partener 17 |  | Vélodrome d'Hiver Paříž |

| 4. května 1951 20:00 | Zpráva | Finsko                     | 36 – 74 | SSSR      |  | Vélodrome d'Hiver Paříž |
| 4. května 1951 20:00 | Zpráva | Skóre po poločasech: 17:32 |         |           |  | Vélodrome d'Hiver Paříž |
| 4. května 1951 20:00 | Zpráva | Suviranta 10               | Body    | Korkia 24 |  | Vélodrome d'Hiver Paříž |

| 5. května 1951 14:00 | Zpráva | Finsko                    | 44 – 19 | Dánsko      |  | Vélodrome d'Hiver Paříž |
| 5. května 1951 14:00 | Zpráva | Skóre po poločasech: 21:7 |         |             |  | Vélodrome d'Hiver Paříž |
| 5. května 1951 14:00 | Zpráva | Mutru 10                  | Body    | Korsbjerg 6 |  | Vélodrome d'Hiver Paříž |

| 5. května 1951 15:30 | Zpráva | SSSR                       | 58 – 34 | Turecko  |  | Vélodrome d'Hiver Paříž |
| 5. května 1951 15:30 | Zpráva | Skóre po poločasech: 32:13 |         |          |  | Vélodrome d'Hiver Paříž |
| 5. května 1951 15:30 | Zpráva | Butautas 18                | Body    | Yalim 13 |  | Vélodrome d'Hiver Paříž |

| 6. května 1951 10:30 | Zpráva | Turecko                    | 83 – 36 | Dánsko       |  | Vélodrome d'Hiver Paříž |
| 6. května 1951 10:30 | Zpráva | Skóre po poločasech: 41:18 |         |              |  | Vélodrome d'Hiver Paříž |
| 6. května 1951 10:30 | Zpráva | Partener 15                | Body    | Tantholdt 16 |  | Vélodrome d'Hiver Paříž |

| 6. května 1951 9:00 | Zpráva | SSSR                       | 71 – 34 | Rakousko   |  | Vélodrome d'Hiver Paříž |
| 6. května 1951 9:00 | Zpráva | Skóre po poločasech: 42:17 |         |            |  | Vélodrome d'Hiver Paříž |
| 6. května 1951 9:00 | Zpráva | Mojsejev 28                | Body    | Vecernik 6 |  | Vélodrome d'Hiver Paříž |

| 7. května 1951 9:00 | Zpráva | Dánsko                     | 26 – 33 | Rakousko   |  | Vélodrome d'Hiver Paříž |
| 7. května 1951 9:00 | Zpráva | Skóre po poločasech: 10:18 |         |            |  | Vélodrome d'Hiver Paříž |
| 7. května 1951 9:00 | Zpráva | Tantholdt 7                | Body    | Vecernik 7 |  | Vélodrome d'Hiver Paříž |

| 7. května 1951 20:00 | Zpráva | Turecko                    | 62 – 42 | Finsko       |  | Vélodrome d'Hiver Paříž |
| 7. května 1951 20:00 | Zpráva | Skóre po poločasech: 32:12 |         |              |  | Vélodrome d'Hiver Paříž |
| 7. května 1951 20:00 | Zpráva | Gulcelik 17                | Body    | Suviranta 15 |  | Vélodrome d'Hiver Paříž |

#### Skupina C
|    |             | BUL   | GRE   | POR   | ROM | V | P | Skóre   | B |
| 1. | Bulharsko   | ***   | 68:38 | 77:32 | 2:0 | 3 | 0 | 147:70  | 6 |
| 2. | Řecko       | 38:68 | ***   | 81:35 | 2:0 | 2 | 1 | 121:103 | 5 |
| 3. | Portugalsko | 32:77 | 35:81 | ***   | 2:0 | 1 | 2 | 69:158  | 4 |
| 4. | Rumunsko    | 0:2   | 0:2   | 0:2   | *** | 0 | 3 | 0:6     | 3 |

- Rumunsko z turnaje odstoupilo a Řecko nahradilo Egypt.

| 4. května 1951 |  | Bulharsko | 2 – 0 | Rumunsko |  | Vélodrome d'Hiver Paříž |

| 4. května 1951 15:30 | Zpráva | Portugalsko                | 35 – 81 | Řecko       |  | Vélodrome d'Hiver Paříž |
| 4. května 1951 15:30 | Zpráva | Skóre po poločasech: 15:38 |         |             |  | Vélodrome d'Hiver Paříž |
| 4. května 1951 15:30 | Zpráva | Carvalho Simoes do Couto 6 | Body    | Roubanis 17 |  | Vélodrome d'Hiver Paříž |

| 6. května 1951 |  | Portugalsko | 2 – 0 | Rumunsko |  | Vélodrome d'Hiver Paříž |

| 6. května 1951 21:30 | Zpráva | Řecko                      | 38 – 68 | Bulharsko |  | Vélodrome d'Hiver Paříž |
| 6. května 1951 21:30 | Zpráva | Skóre po poločasech: 16:19 |         |           |  | Vélodrome d'Hiver Paříž |
| 6. května 1951 21:30 | Zpráva | Taliadoros 8               | Body    | Totev 22  |  | Vélodrome d'Hiver Paříž |

| 7. května 1951 |  | Řecko | 2 – 0 | Rumunsko |  | Vélodrome d'Hiver Paříž |

| 7. května 1951 16:30 | Zpráva | Bulharsko                  | 77 – 32 | Portugalsko        |  | Vélodrome d'Hiver Paříž |
| 7. května 1951 16:30 | Zpráva | Skóre po poločasech: 34:13 |         |                    |  | Vélodrome d'Hiver Paříž |
| 7. května 1951 16:30 | Zpráva | Semov 13                   | Body    | Nogueira Cardoso 9 |  | Vélodrome d'Hiver Paříž |

#### Skupina D
|    |         | BEL   | TCH    | GER   | SCO    | V | P | Skóre   | B |
| 1. | Belgie  | ***   | 51:38  | 70:18 | 87:25  | 3 | 0 | 208:81  | 6 |
| 2. | ČSR     | 38:51 | ***    | 62:30 | 103:80 | 2 | 1 | 203:99  | 5 |
| 3. | SRN     | 18:70 | 30:62  | ***   | 69:25  | 1 | 2 | 117:157 | 4 |
| 4. | Skotsko | 25:87 | 18:103 | 25:69 | ***    | 0 | 3 | 68:259  | ' |

| 4. května 1951 10:30 | Zpráva | SRN                       | 18 – 70 | Belgie   |  | Vélodrome d'Hiver Paříž |
| 4. května 1951 10:30 | Zpráva | Skóre po poločasech: 6:35 |         |          |  | Vélodrome d'Hiver Paříž |
| 4. května 1951 10:30 | Zpráva | Schober 5                 | Body    | Crick 19 |  | Vélodrome d'Hiver Paříž |

| 4. května 1951 12:00 | Zpráva | Skotsko                   | 18 – 103 | ČSR      |  | Vélodrome d'Hiver Paříž |
| 4. května 1951 12:00 | Zpráva | Skóre po poločasech: 8:60 |          |          |  | Vélodrome d'Hiver Paříž |
| 4. května 1951 12:00 | Zpráva | Ross 6                    | Body     | Kozák 32 |  | Vélodrome d'Hiver Paříž |

| 5. května 1951 21:30 | Zpráva | ČSR                        | 38 – 51 | Belgie   |  | Vélodrome d'Hiver Paříž |
| 5. května 1951 21:30 | Zpráva | Skóre po poločasech: 23:19 |         |          |  | Vélodrome d'Hiver Paříž |
| 5. května 1951 21:30 | Zpráva | Nebuchla 12                | Body    | Crick 15 |  | Vélodrome d'Hiver Paříž |

| 6. května 1951 13:30 | Zpráva | ČSR                       | 62 – 30 | SRN       |  | Vélodrome d'Hiver Paříž |
| 6. května 1951 13:30 | Zpráva | Skóre po poločasech: 24:9 |         |           |  | Vélodrome d'Hiver Paříž |
| 6. května 1951 13:30 | Zpráva | Mrázek 21                 | Body    | Heinker 8 |  | Vélodrome d'Hiver Paříž |

| 6. května 1951 16:00 | Zpráva | Belgie                     | 87 – 25 | Skotsko  |  | Vélodrome d'Hiver Paříž |
| 6. května 1951 16:00 | Zpráva | Skóre po poločasech: 38:10 |         |          |  | Vélodrome d'Hiver Paříž |
| 6. května 1951 16:00 | Zpráva | Plas 25                    | Body    | Fisher 6 |  | Vélodrome d'Hiver Paříž |

| 7. května 1951 15:00 | Zpráva | Skotsko                    | 25 – 69 | SRN        |  | Vélodrome d'Hiver Paříž |
| 7. května 1951 15:00 | Zpráva | Skóre po poločasech: 11:36 |         |            |  | Vélodrome d'Hiver Paříž |
| 7. května 1951 15:00 | Zpráva | Bell 9                     | Body    | Heinker 12 |  | Vélodrome d'Hiver Paříž |

#### Kvalifikace
Vzhledem k odstoupení Rumunska se musel hrát zápas mezi posledním ze skupiny A a B. Vítěz se kvalifikoval do skupiny o 9. – 16. místo, poražený byl klasifikován na 17. místě.
| 7. května 1951 18:00 | Zpráva | Lucembursko                | 45 – 46 | Dánsko       |  | Vélodrome d'Hiver Paříž |
| 7. května 1951 18:00 | Zpráva | Skóre po poločasech: 26:21 |         |              |  | Vélodrome d'Hiver Paříž |
| 7. května 1951 18:00 | Zpráva | Konsbruck 13               | Body    | Tantholdt 23 |  | Vélodrome d'Hiver Paříž |

### Čtvrtfinále

#### Skupina A
|    |           | FRA   | BUL   | TUR   | BEL   | V | P | Skóre   | B |
| 1. | Francie   | ***   | 56:49 | 40:42 | 53:49 | 2 | 1 | 149:140 | 5 |
| 2. | Bulharsko | 49:56 | ***   | 52:45 | 51:41 | 2 | 1 | 152:142 | 5 |
| 3. | Turecko   | 42:40 | 45:52 | ***   | 38:32 | 2 | 1 | 125:124 | 5 |
| 4. | Belgie    | 49:53 | 41:51 | 32:38 | ***   | 0 | 3 | 122:142 | 3 |

| 8. května 1951 20:50 | Zpráva | Bulharsko                  | 52 – 45 | Turecko   |  | Vélodrome d'Hiver Paříž |
| 8. května 1951 20:50 | Zpráva | Skóre po poločasech: 36:24 |         |           |  | Vélodrome d'Hiver Paříž |
| 8. května 1951 20:50 | Zpráva | Vladimirov 14              | Body    | Granit 20 |  | Vélodrome d'Hiver Paříž |

| 8. května 1951 22:10 | Zpráva | Francie                    | 53 – 49 | Belgie   |  | Vélodrome d'Hiver Paříž |
| 8. května 1951 22:10 | Zpráva | Skóre po poločasech: 26:34 |         |          |  | Vélodrome d'Hiver Paříž |
| 8. května 1951 22:10 | Zpráva | Dessemme 22                | Body    | Crick 15 |  | Vélodrome d'Hiver Paříž |

| 9. května 1951 15:20 | Zpráva | Belgie                     | 41 – 51 | Bulharsko |  | Vélodrome d'Hiver Paříž |
| 9. května 1951 15:20 | Zpráva | Skóre po poločasech: 14:26 |         |           |  | Vélodrome d'Hiver Paříž |
| 9. května 1951 15:20 | Zpráva | Coosemans 8                | Body    | Asenov 11 |  | Vélodrome d'Hiver Paříž |

| 9. května 1951 16:40 | Zpráva | Francie                                       | 40 – 42 | Turecko   | prodl. | Vélodrome d'Hiver Paříž |
| 9. května 1951 16:40 | Zpráva | Skóre po poločasech: 17:22, 38:38 Prodl.: 2:4 |         |           | prodl. | Vélodrome d'Hiver Paříž |
| 9. května 1951 16:40 | Zpráva | Vacheresse 11                                 | Body    | Gunduz 14 | prodl. | Vélodrome d'Hiver Paříž |

| 10. května 1951 16:40 | Zpráva | Turecko                    | 38 – 32 | Belgie   |  | Vélodrome d'Hiver Paříž |
| 10. května 1951 16:40 | Zpráva | Skóre po poločasech: 18:18 |         |          |  | Vélodrome d'Hiver Paříž |
| 10. května 1951 16:40 | Zpráva | Gunduz 15                  | Body    | Baert 10 |  | Vélodrome d'Hiver Paříž |

| 10. května 1951 20:50 | Zpráva | Francie                    | 56 – 49 | Bulharsko |  | Vélodrome d'Hiver Paříž |
| 10. května 1951 20:50 | Zpráva | Skóre po poločasech: 26:24 |         |           |  | Vélodrome d'Hiver Paříž |
| 10. května 1951 20:50 | Zpráva | Vacheresse 17              | Body    | Slavov 10 |  | Vélodrome d'Hiver Paříž |

#### Skupina B
|    |        | URS   | TCH   | ITA   | GRE   | V | P | Skóre   | B |
| 1. | SSSR   | ***   | 53:37 | 60:42 | 64:42 | 3 | 0 | 177:121 | 6 |
| 2. | ČSR    | 37:53 | ***   | 66:34 | 54:40 | 2 | 1 | 157:127 | 5 |
| 3. | Itálie | 42:60 | 34:66 | ***   | 64:51 | 1 | 2 | 140:177 | 4 |
| 4. | Řecko  | 42:64 | 40:54 | 51:64 | ***   | 0 | 3 | 133:182 | 3 |

| 8. května 1951 15:20 | Zpráva | Řecko                      | 51 – 64 | Itálie     |  | Vélodrome d'Hiver Paříž |
| 8. května 1951 15:20 | Zpráva | Skóre po poločasech: 27:32 |         |            |  | Vélodrome d'Hiver Paříž |
| 8. května 1951 15:20 | Zpráva | Roubanis 14                | Body    | Cerioni 15 |  | Vélodrome d'Hiver Paříž |

| 8. května 1951 16:40 | Zpráva | ČSR                        | 37 – 53 | SSSR      |  | Vélodrome d'Hiver Paříž |
| 8. května 1951 16:40 | Zpráva | Skóre po poločasech: 26:25 |         |           |  | Vélodrome d'Hiver Paříž |
| 8. května 1951 16:40 | Zpráva | Mrázek 11                  | Body    | Korkia 17 |  | Vélodrome d'Hiver Paříž |

| 9. května 1951 20:50 | Zpráva | Řecko                      | 42 – 64 | SSSR     |  | Vélodrome d'Hiver Paříž |
| 9. května 1951 20:50 | Zpráva | Skóre po poločasech: 32:35 |         |          |  | Vélodrome d'Hiver Paříž |
| 9. května 1951 20:50 | Zpráva | Roubanis 14                | Body    | Koněv 27 |  | Vélodrome d'Hiver Paříž |

| 9. května 1951 22:10 | Zpráva | Itálie                     | 34 – 66 | ČSR       |  | Vélodrome d'Hiver Paříž |
| 9. května 1951 22:10 | Zpráva | Skóre po poločasech: 12:32 |         |           |  | Vélodrome d'Hiver Paříž |
| 9. května 1951 22:10 | Zpráva | Stefanini 12               | Body    | Mrázek 28 |  | Vélodrome d'Hiver Paříž |

| 10. května 1951 15:20 | Zpráva | Řecko                                          | 40 – 54 | ČSR       | prodl. | Vélodrome d'Hiver Paříž |
| 10. května 1951 15:20 | Zpráva | Skóre po poločasech: 17:20, 38:38 Prodl.: 2:16 |         |           | prodl. | Vélodrome d'Hiver Paříž |
| 10. května 1951 15:20 | Zpráva | Mattheou 13                                    | Body    | Mrázek 20 | prodl. | Vélodrome d'Hiver Paříž |

| 10. května 1951 22:10 | Zpráva | SSSR                       | 60 – 42 | Itálie      |  | Vélodrome d'Hiver Paříž |
| 10. května 1951 22:10 | Zpráva | Skóre po poločasech: 35:25 |         |             |  | Vélodrome d'Hiver Paříž |
| 10. května 1951 22:10 | Zpráva | Korkia 30                  | Body    | Romanutti 9 |  | Vélodrome d'Hiver Paříž |

### Semifinále
| 11. května 1951 20:40 | Zpráva | Francie                    | 50 – 59 | ČSR       |  | Vélodrome d'Hiver Paříž |
| 11. května 1951 20:40 | Zpráva | Skóre po poločasech: 22:34 |         |           |  | Vélodrome d'Hiver Paříž |
| 11. května 1951 20:40 | Zpráva | Vacheresse 13              | Body    | Mrázek 22 |  | Vélodrome d'Hiver Paříž |

| 11. května 1951 22:00 | Zpráva | SSSR                       | 72 – 54 | Bulharsko |  | Vélodrome d'Hiver Paříž |
| 11. května 1951 22:00 | Zpráva | Skóre po poločasech: 38:20 |         |           |  | Vélodrome d'Hiver Paříž |
| 11. května 1951 22:00 | Zpráva | Butautas 16                | Body    | Nejčev 10 |  | Vélodrome d'Hiver Paříž |

### Finále
| 12. května 1951 22:00 | Zpráva | SSSR                       | 45 – 44 | ČSR            |  | Vélodrome d'Hiver Paříž Počet diváků: 12 000 Rozhodčí: Izzettin Somer (TUR), Fioner (FRA) |
| 12. května 1951 22:00 | Zpráva | Skóre po poločasech: 19:19 |         |                |  | Vélodrome d'Hiver Paříž Počet diváků: 12 000 Rozhodčí: Izzettin Somer (TUR), Fioner (FRA) |
| 12. května 1951 22:00 | Zpráva | Stiepas Butautas 17        | Body    | Ivan Mrázek 16 |  | Vélodrome d'Hiver Paříž Počet diváků: 12 000 Rozhodčí: Izzettin Somer (TUR), Fioner (FRA) |

### O 3. místo
| 12. května 1951 20:15 | Zpráva | Bulharsko                  | 52 – 55 | Francie  |  | Vélodrome d'Hiver Paříž |
| 12. května 1951 20:15 | Zpráva | Skóre po poločasech: 26:26 |         |          |  | Vélodrome d'Hiver Paříž |
| 12. května 1951 20:15 | Zpráva | Dessemme 11                | Body    | Totev 18 |  | Vélodrome d'Hiver Paříž |

### O 5. - 8. místo
| 11. května 1951 15:20 | Zpráva | Itálie                     | 48 – 36 | Belgie  |  | Vélodrome d'Hiver Paříž |
| 11. května 1951 15:20 | Zpráva | Skóre po poločasech: 30:15 |         |         |  | Vélodrome d'Hiver Paříž |
| 11. května 1951 15:20 | Zpráva | Stefanini 14               | Body    | Eygel 7 |  | Vélodrome d'Hiver Paříž |

| 11. května 1951 16:40 | Zpráva | Turecko                    | 42 – 36 | Řecko          |  | Vélodrome d'Hiver Paříž |
| 11. května 1951 16:40 | Zpráva | Skóre po poločasech: 20:18 |         |                |  | Vélodrome d'Hiver Paříž |
| 11. května 1951 16:40 | Zpráva | Uras 11                    | Body    | Spanoudakis 10 |  | Vélodrome d'Hiver Paříž |

### O 5. místo
| 12. května 1951 16:40 | Zpráva | Itálie                     | 43 – 38 | Turecko  |  | Vélodrome d'Hiver Paříž |
| 12. května 1951 16:40 | Zpráva | Skóre po poločasech: 26:18 |         |          |  | Vélodrome d'Hiver Paříž |
| 12. května 1951 16:40 | Zpráva | Bongiovanni 14             | Body    | Gunduz 9 |  | Vélodrome d'Hiver Paříž |

### O 7. místo
| 12. května 1951 15:20 | Zpráva | Belgie                    | 39 – 28 | Řecko      |  | Vélodrome d'Hiver Paříž |
| 12. května 1951 15:20 | Zpráva | Skóre po poločasech: 24:9 |         |            |  | Vélodrome d'Hiver Paříž |
| 12. května 1951 15:20 | Zpráva | van Harck 8               | Body    | Lambrou 10 |  | Vélodrome d'Hiver Paříž |

### O 9. - 16. místo

#### Skupina A
|    |             | AUT   | GER   | SUI   | POR   | V | P | Skóre   | B |
| 1. | Rakousko    | ***   | 39:37 | 36:34 | 43:31 | 3 | 0 | 118:102 | 6 |
| 2. | SRN         | 37:39 | ***   | 48:51 | 47:39 | 1 | 2 | 132:129 | 4 |
| 3. | Švýcarsko   | 34:36 | 51:48 | ***   | 49:52 | 1 | 2 | 134:136 | 4 |
| 4. | Portugalsko | 31:43 | 39:47 | 52:49 | ***   | 1 | 2 | 122:139 | 4 |

| 8. května 1951 10:30 | Zpráva | Portugalsko                | 31 – 43 | Rakousko |  | Vélodrome d'Hiver Paříž |
| 8. května 1951 10:30 | Zpráva | Skóre po poločasech: 14:26 |         |          |  | Vélodrome d'Hiver Paříž |
| 8. května 1951 10:30 | Zpráva | Morgado Coutinho 9         | Body    | Gluck 14 |  | Vélodrome d'Hiver Paříž |

| 8. května 1951 14:00 | Zpráva | Švýcarsko                         | 51 – 48 | SRN        |  | Vélodrome d'Hiver Paříž |
| 8. května 1951 14:00 | Zpráva | Skóre po poločasech: 28:25, 44:44 |         |            |  | Vélodrome d'Hiver Paříž |
| 8. května 1951 14:00 | Zpráva | Baumann 14                        | Body    | Schober 12 |  | Vélodrome d'Hiver Paříž |

| 9. května 1951 14:00 | Zpráva | Švýcarsko                  | 34 – 36 | Rakousko    |  | Vélodrome d'Hiver Paříž |
| 9. května 1951 14:00 | Zpráva | Skóre po poločasech: 20:17 |         |             |  | Vélodrome d'Hiver Paříž |
| 9. května 1951 14:00 | Zpráva | Baumann 8                  | Body    | Polansky 10 |  | Vélodrome d'Hiver Paříž |

| 9. května 1951 19:30 | Zpráva | SRN                        | 47 – 39 | Portugalsko            |  | Vélodrome d'Hiver Paříž |
| 9. května 1951 19:30 | Zpráva | Skóre po poločasech: 31:20 |         |                        |  | Vélodrome d'Hiver Paříž |
| 9. května 1951 19:30 | Zpráva | Schober 17                 | Body    | Nogueira de Almeida 15 |  | Vélodrome d'Hiver Paříž |

| 10. května 1951 10:30 | Zpráva | Švýcarsko                  | 49 – 52 | Portugalsko            |  | Vélodrome d'Hiver Paříž |
| 10. května 1951 10:30 | Zpráva | Skóre po poločasech: 31:28 |         |                        |  | Vélodrome d'Hiver Paříž |
| 10. května 1951 10:30 | Zpráva | Bugna 11                   | Body    | Nogueira de Almeida 15 |  | Vélodrome d'Hiver Paříž |

| 10. května 1951 19:30 | Zpráva | Rakousko                          | 39 – 37 | SRN     |  | Vélodrome d'Hiver Paříž |
| 10. května 1951 19:30 | Zpráva | Skóre po poločasech: 10:14, 34:34 |         |         |  | Vélodrome d'Hiver Paříž |
| 10. května 1951 19:30 | Zpráva | Gluck 6                           | Body    | Roth 11 |  | Vélodrome d'Hiver Paříž |

#### Skupina B
|    |            | FIN   | NED   | DEN   | SCO   | V | P | Skóre   | B |
| 1. | Finsko     | ***   | 66:52 | 62:35 | 73:32 | 3 | 0 | 201:119 | 6 |
| 2. | Nizozemsko | 52:66 | ***   | 55:17 | 55:28 | 2 | 1 | 162:111 | 5 |
| 3. | Dánsko     | 35:62 | 17:15 | ***   | 47:41 | 1 | 2 | 99:158  | 4 |
| 4. | Skotsko    | 31:73 | 28:55 | 41:47 | ***   | 0 | 3 | 101:175 | 3 |

| 8. května 1951 9:00 | Zpráva | Skotsko                    | 32 – 73 | Finsko        |  | Vélodrome d'Hiver Paříž |
| 8. května 1951 9:00 | Zpráva | Skóre po poločasech: 13:34 |         |               |  | Vélodrome d'Hiver Paříž |
| 8. května 1951 9:00 | Zpráva | McTear 10                  | Body    | Pietarinen 16 |  | Vélodrome d'Hiver Paříž |

| 8. května 1951 19:30 | Zpráva | Dánsko                    | 17 – 55 | Nizozemsko   |  | Vélodrome d'Hiver Paříž |
| 8. května 1951 19:30 | Zpráva | Skóre po poločasech: 6:28 |         |              |  | Vélodrome d'Hiver Paříž |
| 8. května 1951 19:30 | Zpráva | Christensen 8             | Body    | Ouderland 17 |  | Vélodrome d'Hiver Paříž |

| 9. května 1951 9:00 | Zpráva | Nizozemsko                 | 55 – 28 | Skotsko   |  | Vélodrome d'Hiver Paříž |
| 9. května 1951 9:00 | Zpráva | Skóre po poločasech: 34:13 |         |           |  | Vélodrome d'Hiver Paříž |
| 9. května 1951 9:00 | Zpráva | van de Broek 12            | Body    | Fisher 10 |  | Vélodrome d'Hiver Paříž |

| 9. května 1951 10:30 | Zpráva | Dánsko                     | 35 – 62 | Finsko      |  | Vélodrome d'Hiver Paříž |
| 9. května 1951 10:30 | Zpráva | Skóre po poločasech: 15:33 |         |             |  | Vélodrome d'Hiver Paříž |
| 9. května 1951 10:30 | Zpráva | Norskov 9                  | Body    | Lindholm 12 |  | Vélodrome d'Hiver Paříž |

| 10. května 1951 9:00 | Zpráva | Dánsko                     | 47 – 41 | Skotsko |  | Vélodrome d'Hiver Paříž |
| 10. května 1951 9:00 | Zpráva | Skóre po poločasech: 28:18 |         |         |  | Vélodrome d'Hiver Paříž |
| 10. května 1951 9:00 | Zpráva | Tantholdt 20               | Body    | Ross 12 |  | Vélodrome d'Hiver Paříž |

| 10. května 1951 14:00 | Zpráva | Finsko                     | 66 – 52 | Nizozemsko |  | Vélodrome d'Hiver Paříž |
| 10. května 1951 14:00 | Zpráva | Skóre po poločasech: 40:31 |         |            |  | Vélodrome d'Hiver Paříž |
| 10. května 1951 14:00 | Zpráva | Suviranta 19               | Body    | Gootjes 17 |  | Vélodrome d'Hiver Paříž |

### O 9. - 12. místo
| 11. května 1951 10:30 | Zpráva | Finsko                     | 67 – 56 | SRN        |  | Vélodrome d'Hiver Paříž |
| 11. května 1951 10:30 | Zpráva | Skóre po poločasech: 31:27 |         |            |  | Vélodrome d'Hiver Paříž |
| 11. května 1951 10:30 | Zpráva | Lindholm 21                | Body    | Heinker 13 |  | Vélodrome d'Hiver Paříž |

| 11. května 1951 14:00 | Zpráva | Rakousko                   | 28 – 44 | Nizozemsko      |  | Vélodrome d'Hiver Paříž |
| 11. května 1951 14:00 | Zpráva | Skóre po poločasech: 13:22 |         |                 |  | Vélodrome d'Hiver Paříž |
| 11. května 1951 14:00 | Zpráva | Puschner 8                 | Body    | van de Broek 16 |  | Vélodrome d'Hiver Paříž |

### O 9. místo
| 12. května 1951 11:40 | Zpráva | Finsko                     | 57 – 52 | Nizozemsko |  | Vélodrome d'Hiver Paříž |
| 12. května 1951 11:40 | Zpráva | Skóre po poločasech: 27:25 |         |            |  | Vélodrome d'Hiver Paříž |
| 12. května 1951 11:40 | Zpráva | Suviranta 16               | Body    | Hille 15   |  | Vélodrome d'Hiver Paříž |

### O 11. místo
| 12. května 1951 14:00 | Zpráva | SRN                        | 49 – 51 | Rakousko |  | Vélodrome d'Hiver Paříž |
| 12. května 1951 14:00 | Zpráva | Skóre po poločasech: 24:27 |         |          |  | Vélodrome d'Hiver Paříž |
| 12. května 1951 14:00 | Zpráva | Heinker 14                 | Body    | Ledl 11  |  | Vélodrome d'Hiver Paříž |

### O 13. - 16. místo
| 11. května 1951 9:00 | Zpráva | Dánsko                     | 46 – 39 | Portugalsko         |  | Vélodrome d'Hiver Paříž |
| 11. května 1951 9:00 | Zpráva | Skóre po poločasech: 24:18 |         |                     |  | Vélodrome d'Hiver Paříž |
| 11. května 1951 9:00 | Zpráva | Norskov 16                 | Body    | Nogueira Cardoso 10 |  | Vélodrome d'Hiver Paříž |

| 11. května 1951 19:20 | Zpráva | Švýcarsko                  | 68 – 19 | Skotsko |  | Vélodrome d'Hiver Paříž |
| 11. května 1951 19:20 | Zpráva | Skóre po poločasech: 39:14 |         |         |  | Vélodrome d'Hiver Paříž |
| 11. května 1951 19:20 | Zpráva | Hermann 23                 | Body    | Ross 8  |  | Vélodrome d'Hiver Paříž |

### O 13. místo
| 12. května 1951 10:30 | Zpráva | Dánsko                     | 22 – 54 | Švýcarsko  |  | Vélodrome d'Hiver Paříž |
| 12. května 1951 10:30 | Zpráva | Skóre po poločasech: 11:24 |         |            |  | Vélodrome d'Hiver Paříž |
| 12. května 1951 10:30 | Zpráva | Tantholdt 5                | Body    | Winkler 13 |  | Vélodrome d'Hiver Paříž |

### O 15. místo
| 12. května 1951 9:00 | Zpráva | Portugalsko                | 49 – 42 | Skotsko |  | Vélodrome d'Hiver Paříž |
| 12. května 1951 9:00 | Zpráva | Skóre po poločasech: 27:24 |         |         |  | Vélodrome d'Hiver Paříž |
| 12. května 1951 9:00 | Zpráva | Nogueira de Almeida 22     | Body    | Ross 15 |  | Vélodrome d'Hiver Paříž |

## Soupisky
1.  SSSR
| - Viktor Vlasov - Vasilij Kolpakov - Jevgenij Nikitin - Aloan Lysov | - Heino Kruus - Jurij Larionov - Anatolij Koněv | - Otar Korkia - Iimar Kullam - Alexandr Mojsejev | - Stiepas Butautas - Anatolij Bělov - Istus Lagunavičius |

- Trenér: Stepan Spandarjan

2.  ČSR
| - Jiří Baumruk - Karel Bělohradský - Miroslav Škeřík - Arnošt Novák | - Jan Kozák - Jiří Matoušek - Miroslav Baumruk - Zdeněk Rylich | - Karel Sobota - Stanislav Vykydal - Jaroslav Šíp - Zoltán Krenický | - Zdeněk Bobrovský - Ivan Mrázek - Miloš Nebuchla - Jindřich Kinský |

- Trenér: Josef Andrle

3.  Francie
| - Andre Vacheresse - Pierre Thiolon - Marc Quiblier - Louis Devoti | - Jacques Freimuller - Jean-Pierre Salignon - Justy Specker - Rene Chocat | - Jacques Dessemme - Andre Buffiere - Robert Guillin | - Marc Peirone - Robert Monclar - Jean Perniceni |

- Trenér: Robert Busnel

4.  Bulharsko
| - Stefan Bankov - Petăr Šiškov - Vladimir Slavov - Ilija Asenov | - Nejčo Nejčev - Kiril Semov - Konstantin Totev | - Anton Kuzov - Genčo Raškov - Ivan Vladimirov | - Konstantin Georgiev - Dimităr Popov - Metodi Tomovski |

- Trenér: Veselin Temkov

5.  Itálie
| - Giancarlo Primo - Gianfranco Bersani - Vittorio Tracuzzi - Dino Zucchi | - Romeo Romanutti - Giorgio Bongiovanni - Cesare Rubini - Giuseppe Sforza | - Federico Marietti - Enrico Pagani - Carlo Cerioni | - Mario de Carolis - Enzo Ferretti - Sergio Stefanini |

- Trenér: Elliott van Zandt

6.  Turecko
| - Yılmaz Gündüz - YalçınGranit - Sacit Seldüz | - Ayhan Demir - Ali Uras - Cemil Sevin | - Sadi Gülçelik - Avram Barokas - Erdoğan Partner | - Ertem Göreç - Mehmet Ali Yalım - Nejat Diyarbakırlı |

7.  Belgie
| - Joseph “Jef” Eygel - Henri-Jean Crick - François Plas | - Georges Baert - François de Pauw - Émile Kets | - Henri Coosemans - Désiré Ligon - Alex van Gils | - Philippe Dewandelaer - Guy Gekiere - Roger van Harck |

- Trenér: Raymond Briot

8.  Řecko
| - Fedon Mattheou - Nikos Milas - Alekos Apostolidis - Giannis Lambrou | - Stelios Arvanitis - Themis Cholevas - Aristidis Roubanis | - Mimis Stefanidis - Panagiotis Manias - Lefteris Tsipis | - Alekos Spanoudakis - Giannis Spanoudakis - Takis Taliadoros |

- Trenér: Vladimiros Vallas

9.  Finsko
| - Oiva Virtanen - Pentti Laaksonen - Raimo Lindholm - Timo Suviranta | - Juhani Kyöstilä - Raine Nuutinen - Arto Koivisto - Pertti Mutru | - Kalevi Heinänen - Kaj Gustafsson - Olli Arppe | - Tapio Pöyhönen - Allan Pietarinen - Kalevi Sylander |

- Trenér: Eino Ojanen

10.  Nizozemsko
| - Pim de Jong - Johan de Hoop - Bob van der Valk | - Ab Gootjes - Jaap van Veen - Henk van de Broek | - Vok Alberta - Kees van der Schuijt - Jan Hille | - Piet Ouderland - Ton Koemans - Rinus van Eijkeren |

- Trenér: Dick Schmüll

11.  Rakousko
| - Hans Zsak - Gerhard Puschner - Peter Večerník | - Richard Pollak - Herbert Haselbacher - Walter Ledl | - Felix Schober - Franz Glück - Hans Bohdan | - Benno Binder - Ewald Polansky - Hans Proschl |

- Trenér: Miodrag Stefanović

12.  SRN
| - Kurt Siebenhaar - Ulrich Konz - Felix Diefenbach - Wolfgang Heinker | - Rudi Höhner - Rudolf Beyerlein - Franz Kronberger - Willi Leißler | - Markus Bernhard - Günter Piontek - Oskar Roth | - Theodor Schober - Harald Müller - Arthur Stolz |

13.  Švýcarsko
| - Georges Stockly - Henri Gujer - Theo Winkler - Arthur Bugna | - Robert Droz - Henri Baumann - Marc Bossy | - René Wohler - René Chiappino - Bernard Dutost | - Albert Hermann - Roger Prahin - Francis Perroud |

14.  Dánsko
| - Knud Lundberg - Knud Norskov - Erik Korsbjerg - Erik Wilbek | - Peter Tantholdt - Belger Can - Bent Sondergaard - Erik Melbye | - Sven Thomsen - John Christensen - Ove Nielsen | - Kaj Søgaard - Erik Carlsen - Niels Mygind |

- Trenér: ??? Peepu

15.  Portugalsko
| - Mário Nogueira de Almeida - Bernardo Cândido Reis Leite - Rui Duarte | - Avelino da Conceição do Carmo - Máximo José Carvalho Simões do Couto - Lenine Vicente Ferreira dos Santos | - José Gonçalves Belo de Oliveira - António Nogueira Cardoso - César Nogueira Cardovo | - Domingos dos Santos Diogo - José Manuel Antunes de Almeida - João Manuel Morgado Coutinho |

- Trenér: Fernando Gonçalves do Amaral

16.  Skotsko
| - Arthur Wright - John Fisher - Eric Henriksen | - Robert Campbell - John Ross - George Hutchison | - Ronald Bell - Walter Smail - Thomas McTear | - Samuel Dunn - Alexander Kirk - Charles Gray |

- Hrající trenér: John Fischer

17.  Lucembursko
| - Guy Neumann - Mathias Steffen - ??? Ley - Fernand Schmalen | - Roger Dentzer - Joseph Eyschen - Marcel Gales - Mathias Birel | - Jean Guillen - Pierre Steinmetz - Léon Konsbruck | - René Haas - Paul Linster - ??? Frantz |

- Trenér: Pierrot Conter

## Konečné pořadí
| Pořadí           | Tým            | Z  | V | P | Skóre   | B  |
| ---------------- | -------------- | -- | - | - | ------- | -- |
| Zlatá medaile    | SSSR           | 9  | 9 | 0 | 604:336 | 18 |
| Stříbrná medaile | Československo | 8  | 5 | 3 | 463:321 | 13 |
| Bronzová medaile | Francie        | 9  | 6 | 3 | 486:397 | 15 |
| 4.               | Bulharsko      | 7  | 4 | 3 | 403:339 | 11 |
| 5.               | Itálie         | 9  | 6 | 3 | 464:383 | 15 |
| 6.               | Turecko        | 9  | 6 | 3 | 432:357 | 15 |
| 7.               | Belgie         | 8  | 4 | 4 | 405:299 | 12 |
| 8.               | Řecko          | 7  | 1 | 6 | 316:364 | 8  |
| 9.               | Finsko         | 9  | 7 | 2 | 500:407 | 16 |
| 10.              | Nizozemsko     | 9  | 6 | 3 | 430:373 | 15 |
| 11.              | Rakousko       | 9  | 5 | 4 | 309:395 | 14 |
| 12.              | SRN            | 8  | 2 | 6 | 354:404 | 10 |
| 13.              | Švýcarsko      | 9  | 4 | 5 | 436:391 | 13 |
| 14.              | Dánsko         | 10 | 3 | 7 | 307:565 | 13 |
| 15.              | Portugalsko    | 7  | 2 | 5 | 277:385 | 9  |
| 16.              | Skotsko        | 8  | 0 | 8 | 230:551 | 8  |
| 17.              | Lucembursko    | 5  | 0 | 5 | 159:308 | 5  |
| 18.              | Rumunsko       |    |   |   |         | '  |